# ザイルバーン・コブレンツ
ザイルバーン・コブレンツ（ドイツ語：Seilbahn Koblenz）とは、ドイツのコブレンツにある都市索道。連邦園芸博覧会開催に合わせ、前年の2010年に開業。ライン川沿岸とエーレンブライシュタイン要塞近辺の丘を結んでいる。全長890m、高さ112m。連邦園芸博覧会の略称BUGAからBUGAザイルバーンとも呼ばれている。 

## 概要

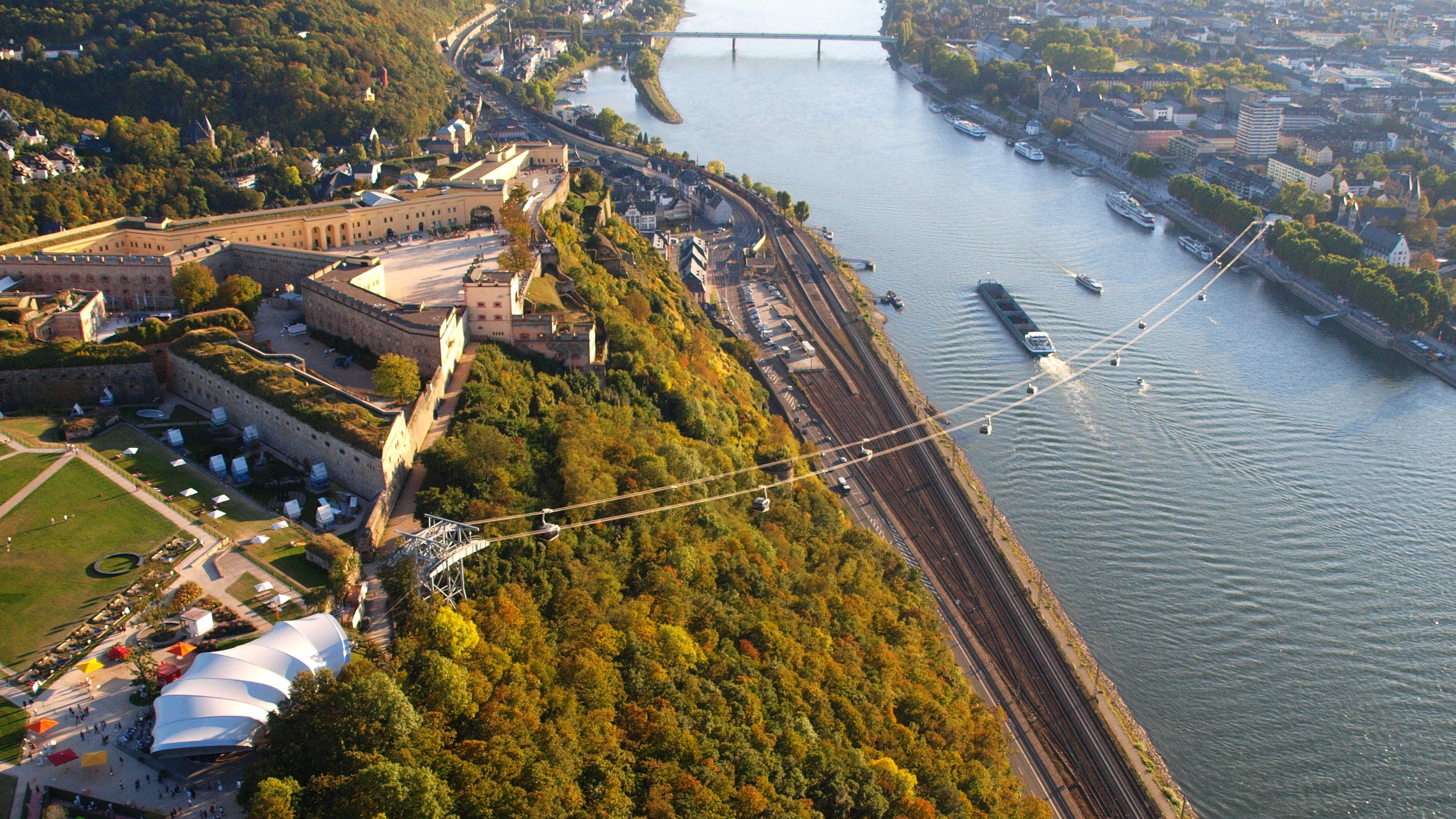
ザイルバーン・コブレンツの航空写真

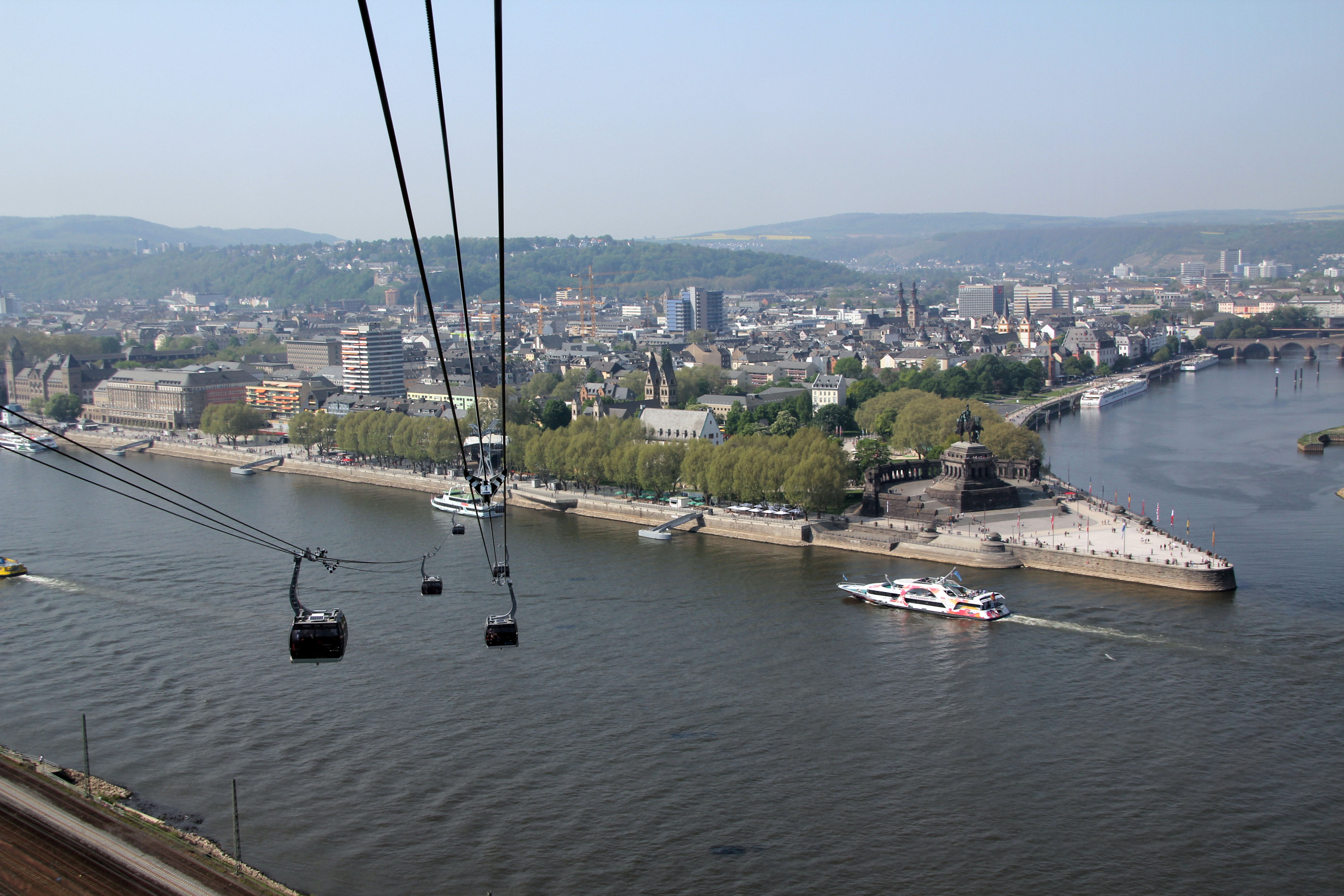
ゴンドラからのコブレンツの眺め

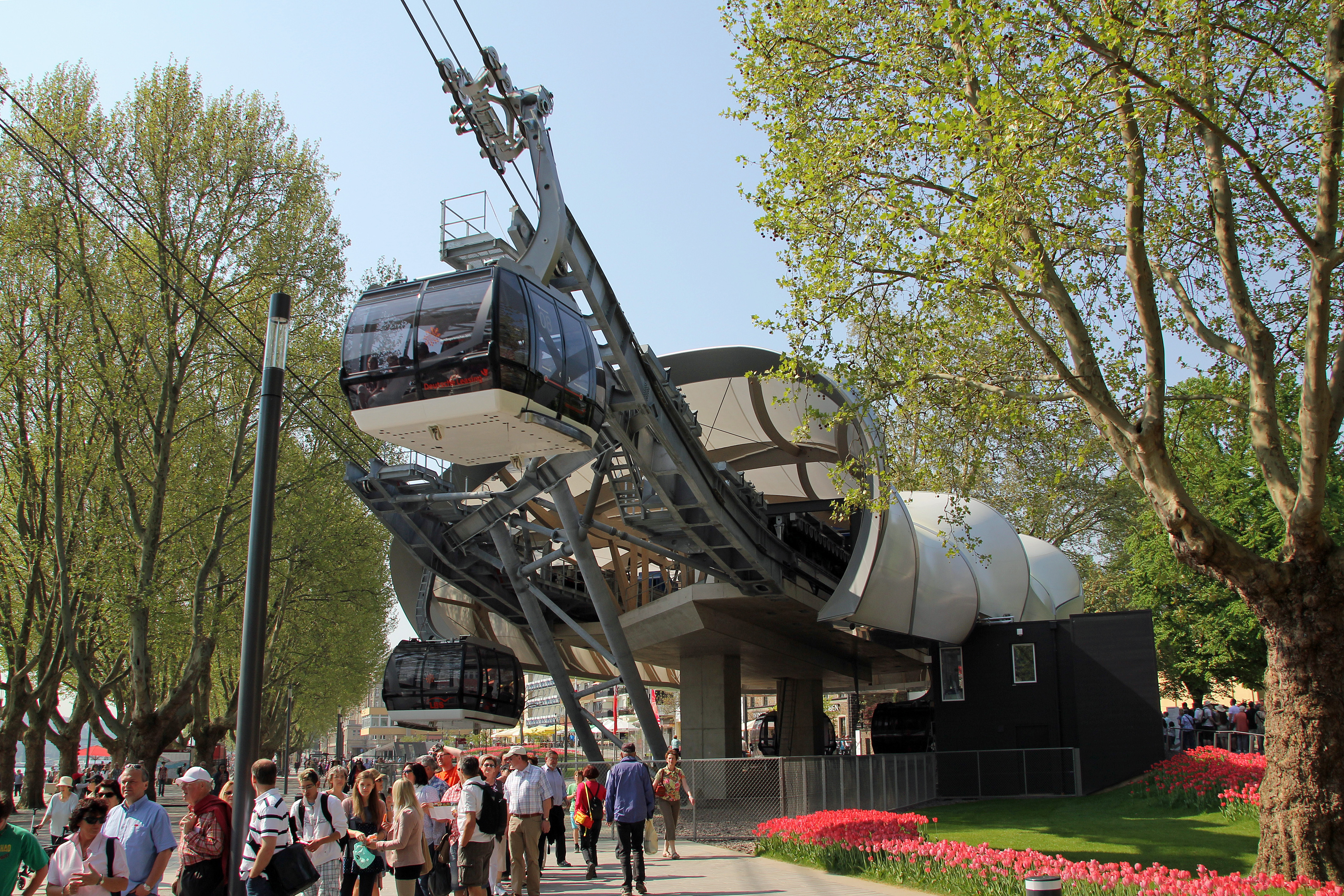
谷駅

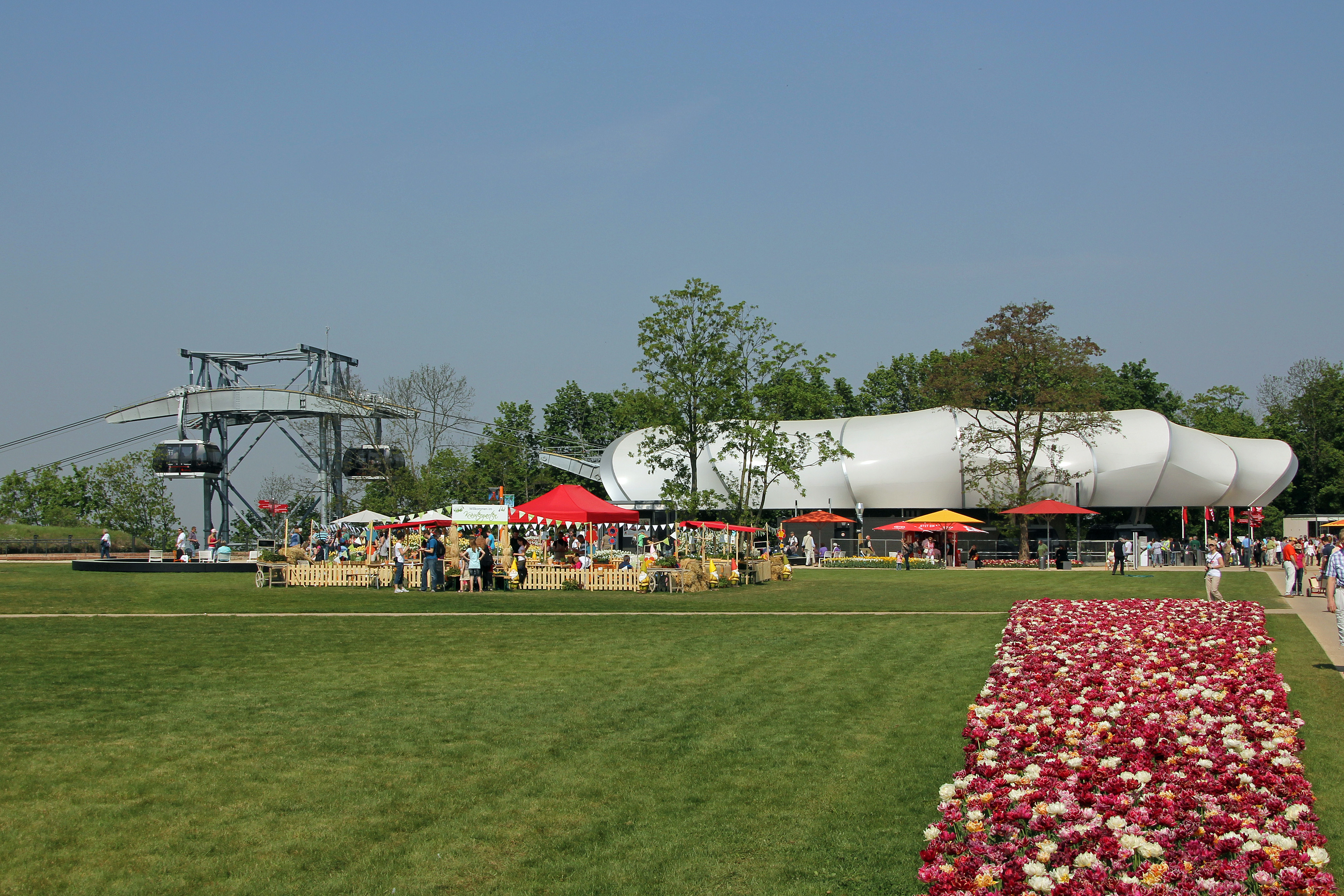
山駅

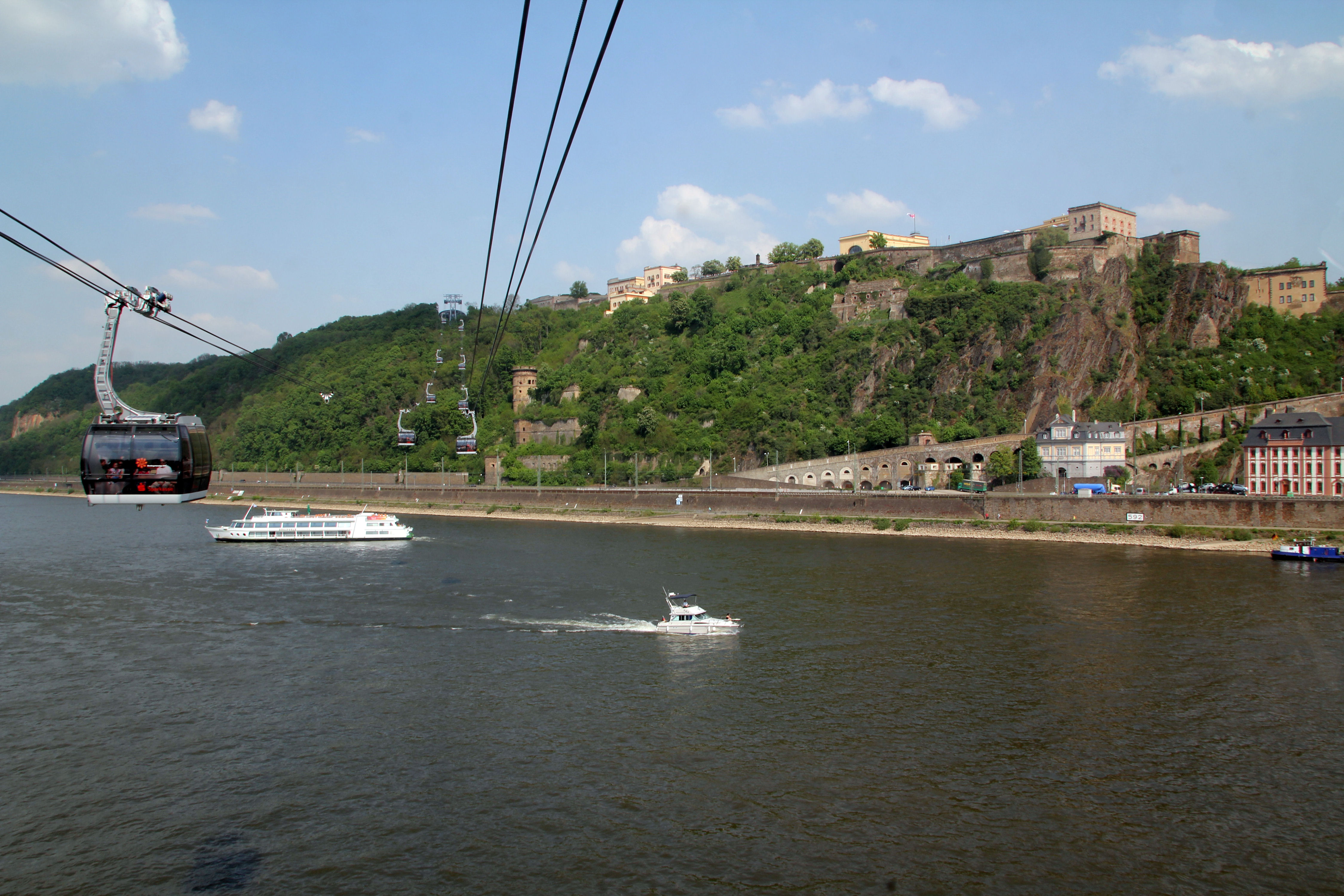
ゴンドラからエーレンブライシュタイン要塞の眺め

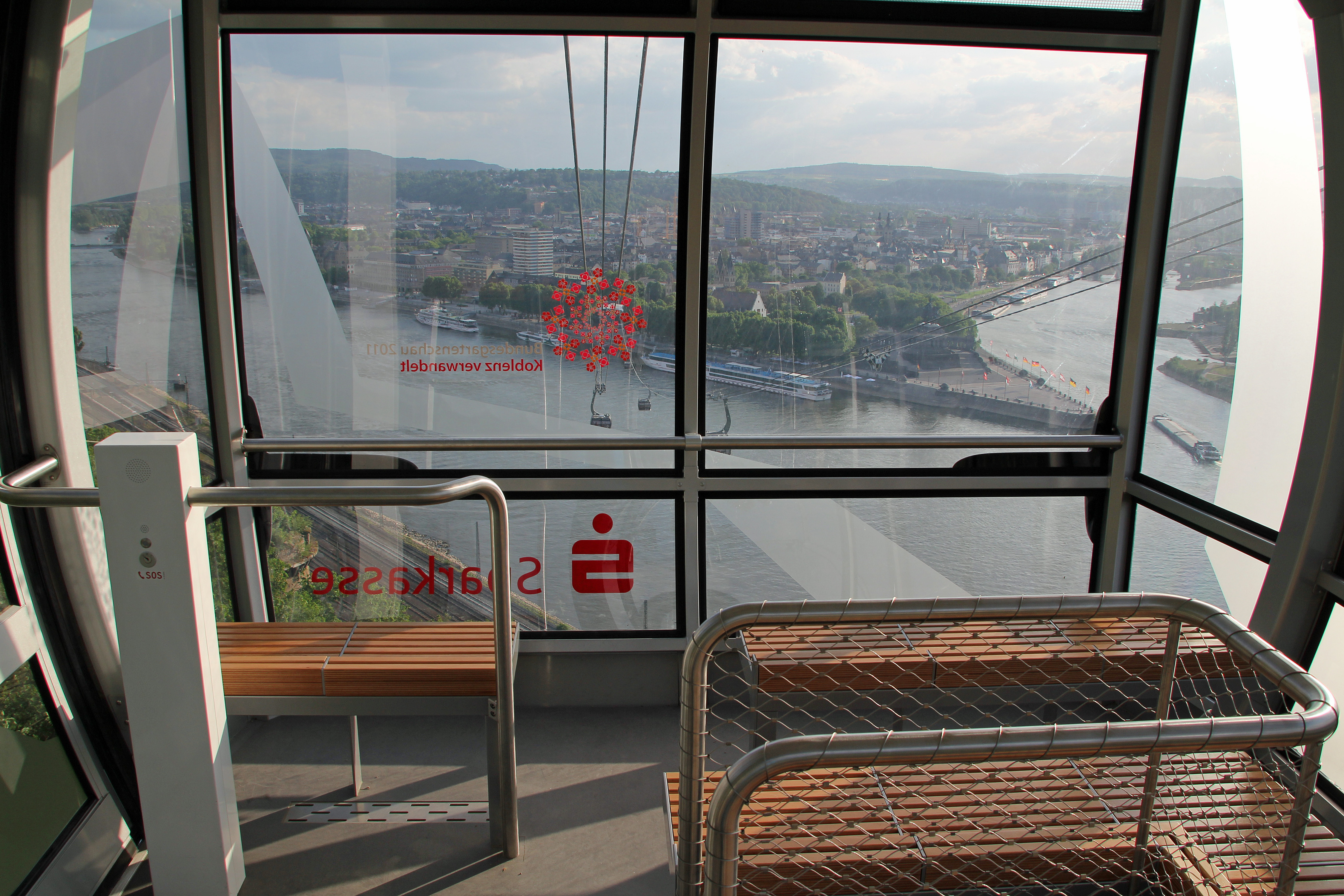
ゴンドラの内部

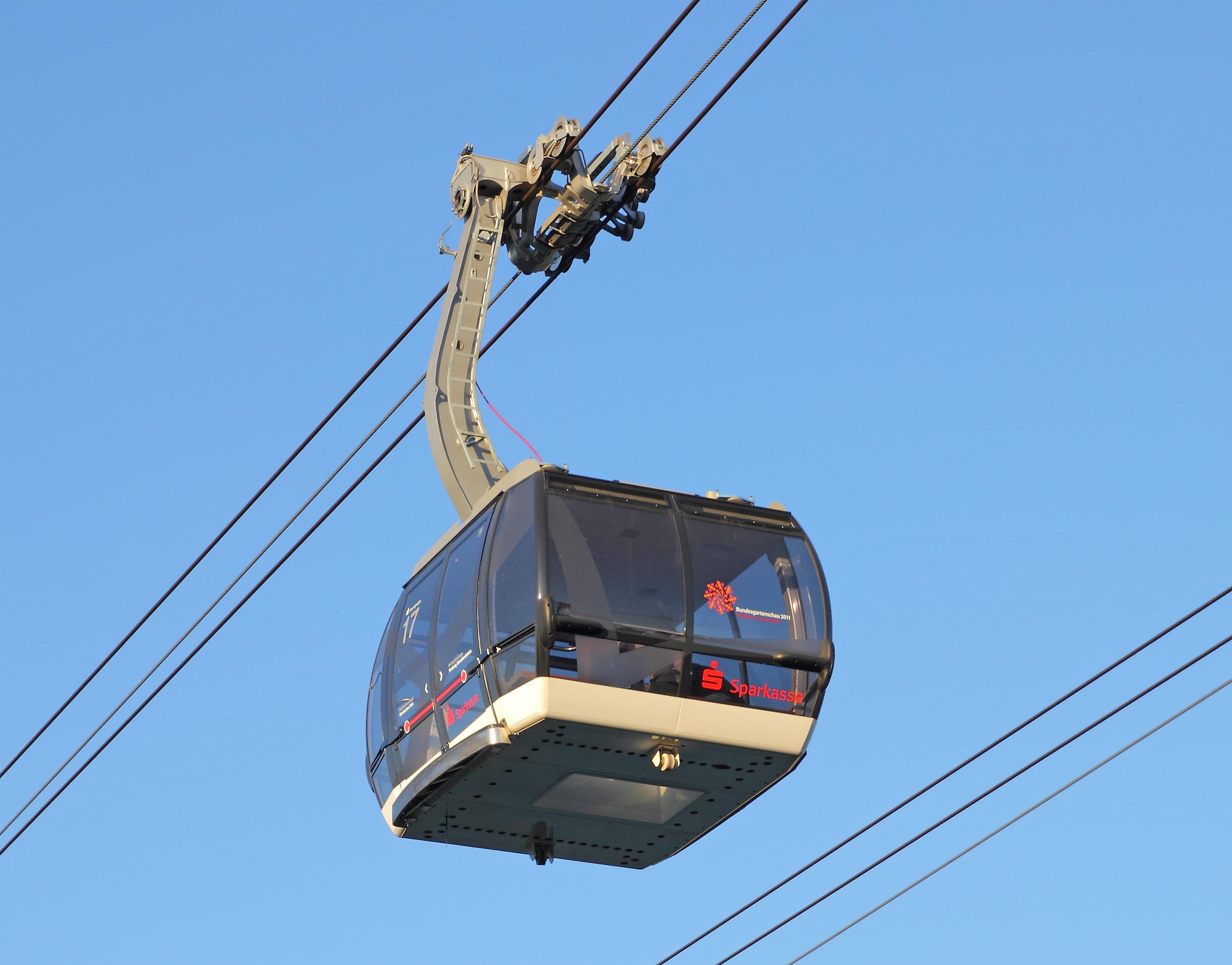
搬器の詳細：2本の支索と中間曳索がはっきり見える

2011年開催の連邦園芸博覧会のため、環境に配慮した新たな公共交通機関として2010年6月に建設され、ライン川沿岸の聖カストール大聖堂とエーレンブライシュタイン要塞前の高原を結ぶ。ドイツ初の3Sロープウェイ方式で、搬器は毎時7600人もの輸送容量を持ち、通常4月から10月まで営業している。建設は、オーストリアの索道専門メーカーであるドッペルマイヤー、運営は 子会社のスカイグライド・イベント・ドイツ有限会社（Skyglide Event Germany GmbH、本社所在地:リンダウ） によって行われている。 建設費は約1,200万ユーロ。当初は連邦園芸博覧会終了後は解体される予定だったが、ユネスコの承認を受け、耐用限界の2026年まで運行が許可された。

## 歴史

### 計画
2011年の連邦園芸博覧会計画期間中、コブレンツはライン川の左岸とエーレンブライシュタインで分離された中核地域をどう結び付けるかという問題に直面した。1957年連邦園芸博覧会開催に伴い、開催地であるケルンにおいて、ライン川公園とライン川左岸の動物園・植物園を結ぶケルン・ザイルバーンが建設された事例があったため、この事例に倣い候補として挙がったのはバスと索道だった。最終的に索道による輸送がバスと比較して優れたライフサイクルアセスメントと判断されて計画が進められて様々なルート案が提案されたが、最終的に要塞までの直線ルートが採用された。
2008年11月、オーストリアのドッペルマイヤーによる索道建設が決定。2013年11月までの期限付きで、同社が索道の建設、運営、解体を行う契約が締結された。当初はユネスコ世界遺産の「ライン渓谷中流上部」保全ため、3年後に解体される予定だった。市民団体のプロ・ザイルバーンはライフサイクルアセスメントのの観点から解体予定日以降もこの路線を存続させることを訴えた。